# Гиржавский Вознесенский монастырь
Гиржавский Вознесенский монастырь (рум. Mănăstirea Hîrjăuca) — мужской монастырь в Каларашском районе Молдавии. Основан в 1740 году в 70 км от Кишинёва. Монастырь относится к Молдавской митрополии Русской православной церкви.

## Монастырь на монетах
Национальный банк Молдовы 25 декабря 2000 года выпустил в обращение в качестве платёжного средства и в нумизматических целях серебряную памятную монету качества пруф из серии «Монастыри Молдовы»  — Гиржавский Вознесенский монастырь, номиналом 50 лей.